# Placas de identificação de veículos na Macedônia do Norte

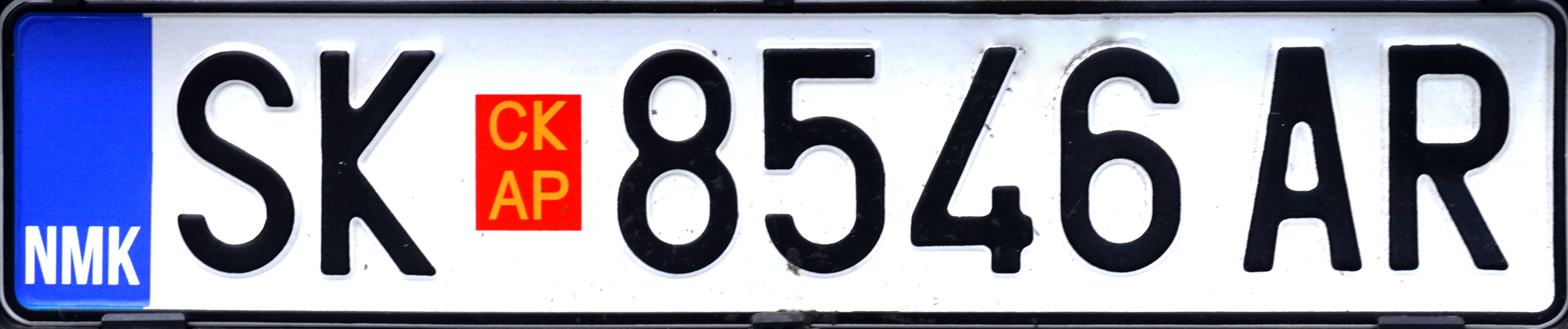
Placa atual da Macedônia do Norte, usada desde fevereiro de 2019

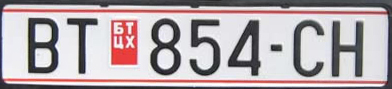
Placa antiga da República da Macedônia. usada entre 1993 e 2012), ainda válida

As placas de identificação de veículos da Macedônia do Norte consistem em um código regional de duas letras, seguido uma parte numérica com 4 dígitos (antes de 2012 eram 3 dígitos) e uma parte com 2 letras (no formato SK 1234 AB ). As dimensões padrão das placas de registro são de  520 por 110 milímetros. Existe uma faixa azul no lado esquerdo com o código internacional do país para a Macedônia do Norte - NMK (anteriormente MK). 
Um emblema vermelho e amarelo aparece entre o código de área e a parte numérica, contendo as letras cirílicas equivalentes às quatro letras latinas. As letras Q, W, X e Y não são usadas, pois não têm equivalentes em cirílico. 
A emissão das placas macedônias de novo estilo, que introduziram um quarto dígito e o campo azul no lado esquerdo, começou em 20 de fevereiro de 2012. Em fevereiro de 2019, o código do país foi alterado de MK para NMK, nos termos do acordo de Prespa, que mudou o nome do país para República da Macedônia do Norte.
Em 30 de maio de 2019, além dos trinta e um códigos existentes, foram introduzidos dois novos códigos: DH e KS . 

## Códigos
direita|miniaturadaimagem|273x273px| Códigos de registro (2015–2019) 

Códigos de registro regionais (2019–)

Códigos de registro (2013-2015)

Códigos de registro (2012-2013)

Códigos de registro (1993–2012)

Códigos da matrícula dos veículos da Macedônia por municípios em ordem alfabética em inglês: 
| Código | Região              | Municípios abrangidos                                                                 | Formato |
| ------ | ------------------- | ------------------------------------------------------------------------------------- | ------- |
| BE     | Berovo              | Berovo, Pehčevo                                                                       | [[      |
| BT     | Bitola              | Bitola, Mogila, Novaci                                                                |         |
| DB     | Debar               | Debar, Centar Župa                                                                    |         |
| DE     | Delčevo             | Delčevo                                                                               |         |
| DH     | Demir Hisar         | Demir Hisar                                                                           |         |
| DK     | Demir Kapija        | Demir Kapija                                                                          |         |
| GE     | Gevgelija           | Gevgelija, Bogdanci, Dojran                                                           |         |
| GV     | Gostivar            | Gostivar, Vrapčište, Mavrovo and Rostuša                                              |         |
| KA     | Kavadarci           | Kavadarci, Rosoman                                                                    |         |
| KI     | Kičevo              | Kičevo                                                                                |         |
| KO     | Kočani              | Kočani, Zrnovci, Češinovo-Obleševo                                                    |         |
| KR     | Kratovo             | Kratovo                                                                               |         |
| KP     | Kriva Palanka       | Kriva Palanka, Rankovce                                                               |         |
| KS     | Kruševo             | Kruševo                                                                               |         |
| KU     | Kumanovo            | Kumanovo, Lipkovo, Staro Nagoričane                                                   |         |
| MB     | Makedonski Brod     | Makedonski Brod, Plasnica                                                             |         |
| MK     | Makedonska Kamenica | Makedonska Kamenica                                                                   |         |
| NE     | Negotino            | Negotino                                                                              |         |
| OH     | Ohrid               | Ohrid, Debarca                                                                        |         |
| PP     | Prilep              | Prilep, Dolneni, Krivogaštani                                                         |         |
| PS     | Probištip           | Probištip                                                                             |         |
| RA     | Radoviš             | Radoviš, Konče                                                                        |         |
| RE     | Resen               | Resen                                                                                 |         |
| SK     | Skopje              | Skopje, Aračinovo, Zelenikovo, Ilinden, Petrovec, Sopište, Studeničani, Čučer-Sandevo |         |
| SN     | Sveti Nikole        | Sveti Nikole, Lozovo                                                                  |         |
| SU     | Struga              | Struga                                                                                |         |
| SR     | Strumica            | Strumica, Bosilovo, Vasilevo, Novo Selo                                               |         |
| ST     | Štip                | Štip, Karbinci                                                                        |         |
| TE     | Tetovo              | Tetovo, Bogovinje, Brvenica, Želino, Jegunovce, Tearce                                |         |
| VA     | Valandovo           | Valandovo                                                                             |         |
| VE     | Veles               | Veles, Gradsko, Čaška                                                                 |         |
| VI     | Vinica              | Vinica                                                                                |         |
| VV     | Vevčani             | Vevčani                                                                               |         |

### Códigos obsoletos
| Código | Localização | Observações |
| ------ | ----------- | --- |
| ŠT     | Štip        | Mudou para ST na mesma época em que houve a mudança do formato das placas em 2012, para evitar o uso de diacríticos. (O cirílico correspondente também mudou de ШТ para СТ) |
| TV     | Titov Veles | A cidade mudou seu nome de Titov Veles para Veles em 1996. Essas placas foram eliminadas. Veles recebeu o novo código VE                                                    |

## Críticas
As novas placas em estilo europeu são criticados por vários especialistas em design e pelo público macedônio, que insistem em usar o alfabeto híbrido em vez do alfabeto latino (no primeiro, apenas as letras comuns aos alfabetos cirílico e latino são usadas, tal como ocorre nas placas russas). O código NMK (anteriormente MK) também é contestado por ser colocado em posição baixa. Devido à disputa de nomes da Macedônia, a Grécia seguiu por muito tempo uma política padrão em que os guardas de fronteira gregos cobriam as letras MK nas placas de veículos da Macedônia com um adesivo, em grego e inglês, dizendo: "Reconhecida pela Grécia como a ARIM (Antiga República Iugoslava da Macedônia)".

## Lista de códigos diplomáticos e de organizações internacionais
| Código | País/organização internacional                                          |
| ------ | ----------------------------------------------------------------------- |
| 01     | Eslovênia                                                               |
| 02     | Turquia                                                                 |
| 03     | Reino Unido                                                             |
| 04     | Alemanha                                                                |
| 05     | Dinamarca                                                               |
| 06     | China                                                                   |
| 07     | Bulgária                                                                |
| 08     | Suécia                                                                  |
| 09     | França                                                                  |
| 10     | Suíça                                                                   |
| 11     | Países Baixos                                                           |
| 12     | Albânia                                                                 |
| 13     | Bélgica                                                                 |
| 14     | Bósnia e Herzegovina                                                    |
| 15     | Rússia                                                                  |
| 16     | Itália                                                                  |
| 17     | Finlândia                                                               |
| 18     | Japão                                                                   |
| 19     | Romênia                                                                 |
| 20     | República Tcheca                                                        |
| 21     | Espanha                                                                 |
| 22     | Áustria                                                                 |
| 23     | Croácia                                                                 |
| 24     | Egito                                                                   |
| 25     | United States                                                           |
| 26     | South Korea                                                             |
| 27     | Greece                                                                  |
| 28     | Hungary                                                                 |
| 29     | Serbia                                                                  |
| 30     | Iran                                                                    |
| 31     | Poland                                                                  |
| 32     | Thailand                                                                |
| 33     | Canada                                                                  |
| 34     | Norway                                                                  |
| 35     | Israel                                                                  |
| 36     | União Europeia                                                          |
| 37     | Ordem de Malta                                                          |
| 38     | Ukraine                                                                 |
| 39     | Slovakia                                                                |
| 40     | Australia                                                               |
| 41     | Georgia                                                                 |
| 42     | Ireland                                                                 |
| 43     | Ghana                                                                   |
| 44     | Montenegro                                                              |
| 45     | Moldova                                                                 |
| 46     | Lithuania                                                               |
| 47     | Kuwait                                                                  |
| 48     | Vietnam                                                                 |
| 49     | Qatar                                                                   |
| 50     | Pakistan                                                                |
| 51     | Azerbaijan                                                              |
| 52     | Peru                                                                    |
| 53     | Latvia                                                                  |
| 55     | India                                                                   |
| 56     | Uruguay                                                                 |
| 57     | Iceland                                                                 |
| 58     | Morocco                                                                 |
| 59     | Kosovo                                                                  |
| 60     | Vatican City                                                            |
| 61     | Jordan                                                                  |
| 62     | Indonesia                                                               |
| 63     | Estonia                                                                 |
| 64     | Gabon                                                                   |
| 65     | Mongolia                                                                |
| 66     | South Africa                                                            |
| 67     | Guinea                                                                  |
| 68     | Bangladesh                                                              |
| 69     | Cuba                                                                    |
| 70     | Saudi Arabia                                                            |
| 71     | Angola                                                                  |
| 72     | Togo                                                                    |
| 73     | Armenia                                                                 |
| 74     | Belarus                                                                 |
| 75     | United Arab Emirates                                                    |
| 76     | Burkina Faso                                                            |
| Código | Organização internacional                                               |
| 79     | EUPOL PROXIMA                                                           |
| 81     | Agência Europeia de Reconstrução                                        |
| 82     | Missão de Administração Interina das Nações Unidas na Macedônia (UNMIK) |
| 85     | Organização Mundial da Saúde                                            |
| 86     | Organização do Tratado do Atlântico Norte                               |
| 87     | Organização Internacional de Migração                                   |
| 88     | Programa Alimentar Mundial                                              |
| 89     | Comitê Internacional da Cruz Vermelha                                   |
| 90     | Banco Central Europeu                                                   |
| 91     | Alto Comissariado das Nações Unidas para Refugiados (UNHCR)             |
| 92     | Organization para a Seguração e Cooperação na Europa                    |
| 93     | Fundo das Nações Unidas para a Infância (UNICEF)                        |
| 94     | Deutsche Gesellschaft für Internationale Zusammenarbeit                 |
| 95     | Nações Unidas                                                           |
| 96     | Fundo Monetário Internacional                                           |
| 97     | Banco Mundial                                                           |
| 100    | Conselho da Europa                                                      |
| 101    | Programa das Nações Unidas para o Desenvolvimento                       |
| 102    | Instituto Goethe                                                        |

## Galeria

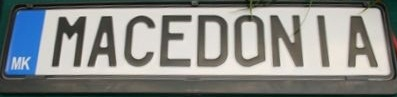
Placa personalizada macedônia
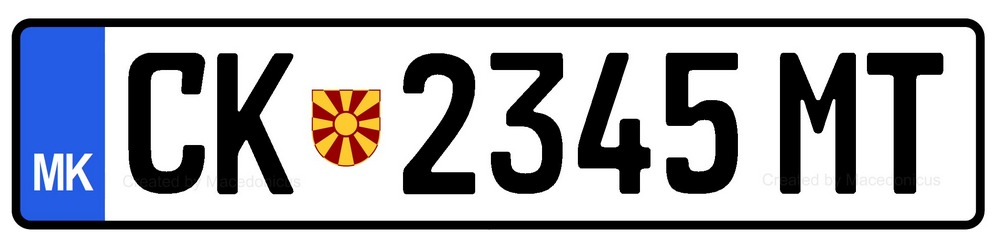
Proposta para novas placas na Macedônia do Norte (ainda com o código MK, atualmente NMK)
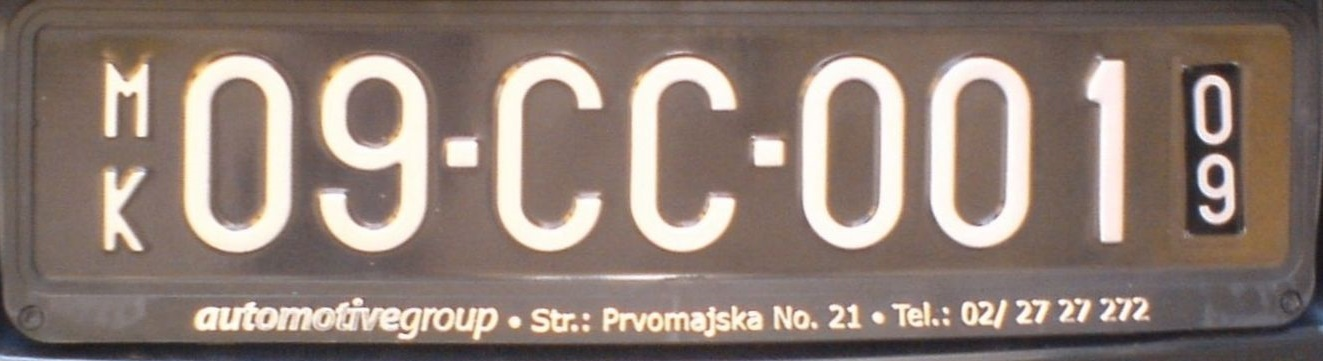
Placas diplomáticas do consulado francês na Macedônia do Norte.
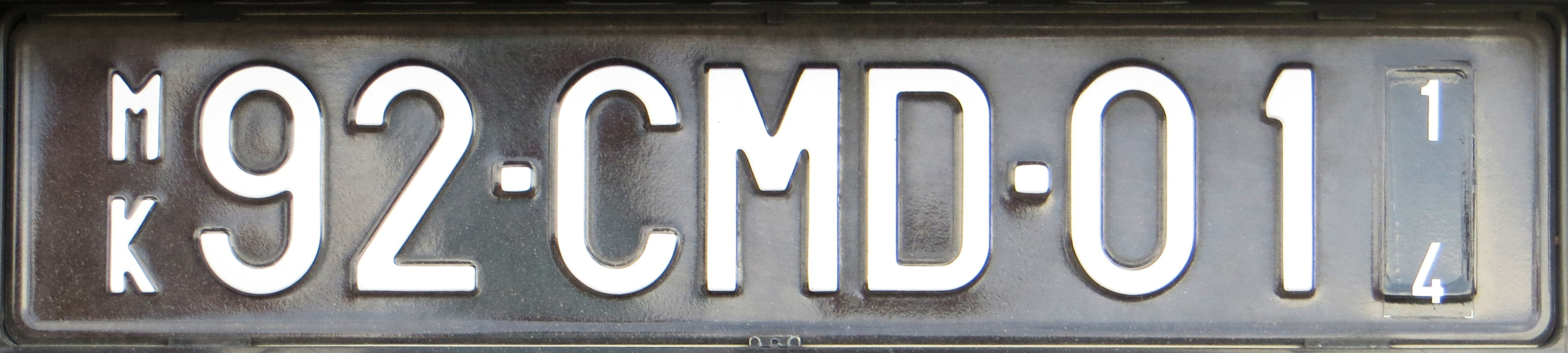
Placa diplomática para o chefe da missão diplomática da Organização para a Segurança e Cooperação na Europa
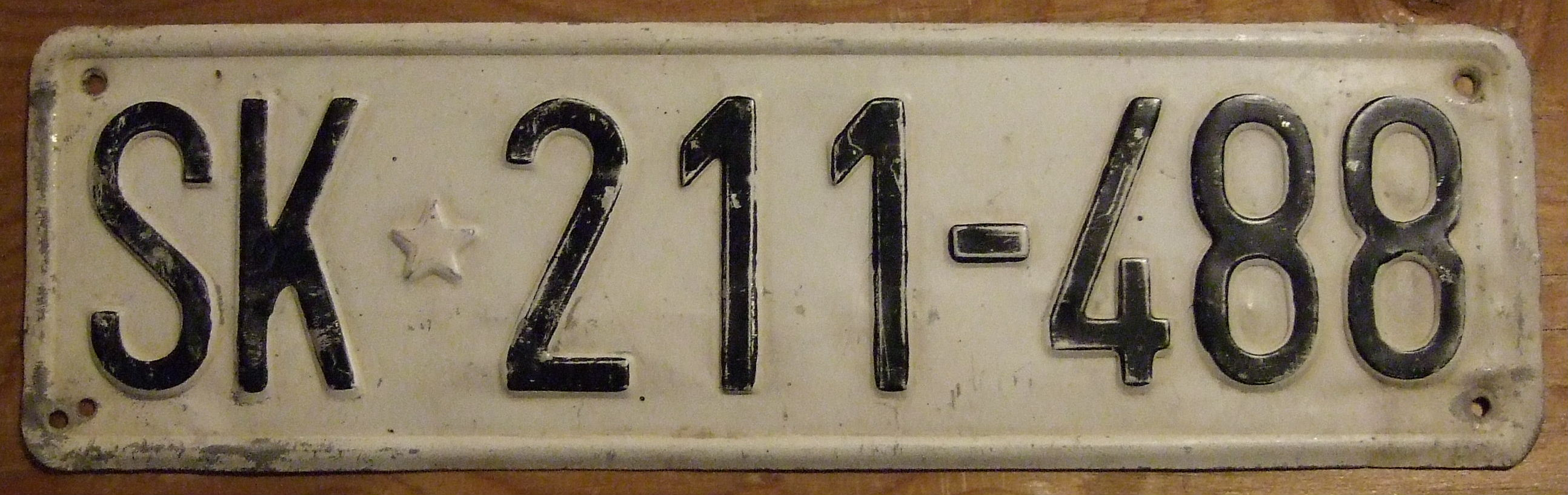
Uma placa antiga, da República Socialista Federativa da Iugoslávia, indicando o registro em Escópia(Skopje), capital da República Socialista da Macedônia